# Parametriotes theae
Parametriotes theae är en fjärilsart som beskrevs av Kuznetsov 1916. Parametriotes theae ingår i släktet Parametriotes och familjen Agonoxenidae. Inga underarter finns listade i Catalogue of Life.